# Ihmisen osa
Pour plus de détails, voir Fiche technique et Distribution.
Ihmisen osa (littéralement « la partie humaine ») est un film finlandais réalisé par Juha Lehtola, sorti en 2018.

## Synopsis
Un homme a fait croire à sa famille qu'il un homme d'affaires à succès alors que c'est un arnaqueur à la petite semaine. Ses parents décident de lui rendre une visite surprise.

## Fiche technique
- Titre : Ihmisen osa
- Titre anglais : The Human Part
- Réalisation : Juha Lehtola
- Scénario : Juha Lehtola, Leo Viirret d'après le roman de Kari Hotakainen
- Musique : Halfdan E
- Photographie : Jani-Petteri Passi
- Montage : Samu Heikkilä
- Production : Misha Jaari et Mark Lwoff
- Société de production : Smile Entertainment, Danmarks Radio, Oy Bufo Ab et Yleisradio
- Pays :  Finlande et  Danemark
- Genre : Comédie dramatique
- Durée : 107 minutes
- Dates de sortie : 
  -  Finlande : 21 décembre 2018

## Distribution
- Hannu-Pekka Björkman : Pekka Malmikunnas
- Leena Uotila : Salme Malmikunnas
- Asko Sarkola : Paavo Malmikunnas
- Ria Kataja : Helena Malmikunnas
- Armi Toivanen : Maija Malmikunnas
- Kari Hietalahti : Kimmo Hienlahti
- Della McLoud : Sini Malmikunnas
- Nicole Stiles : Bika
- Rea Mauranen : Rouva Nygren
- Auvo Vihro : Herra Nygren
- Eero Saarinen : Pekka Kantelinen

## Distinctions
Le film a été nommé pour cinq Jussis et a reçu celui du meilleur acteur pour Hannu-Pekka Björkman.